# 金洙暎
金 洙暎（キム・スヨン、1921年11月27日 -  1968年6月16日）は、大韓民国の詩人。

## 生涯
日本統治時代の朝鮮の京城府鐘路の両班家に生まれる。腸チフスのため受験に失敗し、優秀な成績で善隣商業学校卒業後、夜間学校に進学。
1941年、東京商科大学（現一橋大学）に進学。1943年に学徒出陣を避けるため朝鮮に逃れたが、土地調査事業で土地が失われて没落し、1944年に満洲国に移住した。
延禧専門学校（現延世大学校）英文科に編入し、詩文学に関心を持つようになり、朝鮮光復後、詩人として活動した。
朝鮮戦争時には朝鮮人民軍文化工作隊員となり、逮捕されて巨済島の捕虜収容所に収容された。1957年第1回韓国詩人協会賞受賞。1968年に交通事故のため死去した。

## 金洙暎文学賞
金洙暎生誕60周年を記念し、1981年に民音社により、金洙暎文学賞が創設された。